# ارسطو (ملارد)
ارسطو، روستایی از توابع بخش صفادشت شهرستان ملارد در استان تهران ایران است.

## جمعیت
این روستا در دهستان بی بی سکینه قرار دارد و براساس سرشماری مرکز آمار ایران در سال ۱۳۸۵، جمعیت آن ۹۷۱ نفر (۲۴۹ خانوار) بوده است.